# Loosdorf
Loosdorf é um município da Áustria localizado no distrito de Melk, no estado de Baixa Áustria.

## Câmara Municipial
- SPÖ 17
- ÖVP 5
- FPÖ 1

## Cultura

### Monumentos
A igreja de Loosdorf foi originalmente uma igreja evangélica. Hoje é católica.